# Kamila Kerimbajewa
Kamila Kerimbajewa (kasachisch Камила Керімбаева, engl. Transkription Kamila Kerimbayeva; * 18. Juni 1995) ist eine kasachische Tennisspielerin.

## Karriere
Kerimbajewa begann im Alter von sieben Jahren mit dem Tennissport, ihr bevorzugtes Terrain ist der Sandplatz. Auf dem ITF Women’s Circuit hat sie bislang zehn Einzel- und acht Doppeltitel gewonnen.
Bei den Asienspielen erreichte sie 2014 im Einzel das Achtelfinale; an der Seite von Julija Putinzewa und Jaroslawa Schwedowa gewann sie im Teamwettbewerb mit der kasachischen Mannschaft die Bronzemedaille.
Kerimbajewa wurde 2015 erstmals für die kasachische Billie-Jean-King-Cup-Mannschaft nominiert; ihre Billie-Jean-King-Cup-Bilanz weist bislang 2 Siege bei 3 Niederlagen aus.
Im August 2017 spielte sie ihr vorerst letztes internationales Turnier. Danach wurde sie von der Nationalen Anti-Doping-Organisation Kasachstans ab dem 25. September 2017 für zwei Jahre gesperrt.
Ab Oktober 2019 trat sie wieder bei Qualifikationen zu ITF-Turnieren an. Während im Einzel die Erfolge ausblieben, konnte sie im Januar 2020 ein Halbfinale und ein Finale im Doppel bei ITF-Turnieren in Kairo erreichen. Ihr bislang letztes internationale Turnier spielte Kerimbajewa im Januar 2020. Sie wird daher nicht mehr in der Weltrangliste geführt.

## Turniersiege

### Einzel
| Nr. | Datum              | Turnier             | Kategorie   | Belag             | Finalgegnerin          | Ergebnis      |
| --- | ------------------ | ------------------- | ----------- | ----------------- | ---------------------- | ------------- |
| 1.  | 2. Juni 2013       | Scharm asch-Schaich | ITF $10.000 | Hartplatz         | Wladyslawa Zanosijenko | 6:2, 6:4      |
| 2.  | 16. November 2013  | Astana              | ITF $10.000 | Hartplatz (Halle) | Albina Xabibulina      | 6:1, 6:3      |
| 3.  | 17. Oktober 2015   | Schymkent           | ITF $10.000 | Sand              | Ekaterine Gorgodse     | 6:2, 6:2      |
| 4.  | 15. November 2015  | Scharm asch-Schaich | ITF $10.000 | Hartplatz         | Ana Veselinović        | 3:6, 6:1, 6:2 |
| 5.  | 31. Januar 2016    | Kairo               | ITF $10.000 | Sand              | Chantal Škamlová       | 6:4, 4:6, 6:1 |
| 6.  | 23. April 2016     | Schymkent           | ITF $10.000 | Sand              | Jekaterina Kasionowa   | 6:4, 6:4      |
| 7.  | 12. Juni 2016      | Baku                | ITF $10.000 | Hartplatz         | Walerija Selewa        | 6.3, 6:2      |
| 8.  | 24. September 2016 | Schymkent           | ITF $10.000 | Sand              | Darja Kruschkowa       | 7:5, 6:3      |
| 9.  | 8. Oktober 2016    | Schymkent           | ITF $10.000 | Sand              | Gösäl Ainitdinowa      | 6:0, 6:4      |
| 10. | 15. April 2017     | Schymkent           | ITF $15.000 | Sand              | Albina Xabibulina      | 6:4, 6:0      |

### Doppel
| Nr. | Datum             | Turnier             | Kategorie   | Belag             | Partnerin           | Finalgegnerinnen                              | Ergebnis         |
| --- | ----------------- | ------------------- | ----------- | ----------------- | ------------------- | --------------------------------------------- | ---------------- |
| 1.  | Oktober 2011      | Almaty              | ITF $10.000 | Hartplatz         | Anna Danilina       | Nikola Fraňková Zalina Khairudinova           | 6:3, 6:1         |
| 2.  | 1. März 2013      | Schymkent           | ITF $10.000 | Hartplatz (Halle) | Yang Yi             | Darija Bereschnaja Wladyslawa Zanosijenko     | 6:1, 4:6, [10:4] |
| 3.  | 30. August 2013   | Mamaia              | ITF $25.000 | Sand              | Christina Shakovets | Diana Buzean Inés Ferrer Suárez               | 6:3, 7:5         |
| 4.  | 14. Februar 2015  | Scharm asch-Schaich | ITF $10.000 | Hartplatz         | Aminat Kuschchowa   | Diana Bogoliy Polina Leikina                  | 6:3, 6:1         |
| 5.  | 14. November 2015 | Scharm asch-Schaich | ITF $10.000 | Hartplatz         | Ana Veselinović     | Ana Bianca Mihăilă Hélène Scholsen            | kampflos         |
| 6.  | 10. Juni 2016     | Baku                | ITF $10.000 | Hartplatz         | Stefanie Tan        | Katja Malikowa Anhelina Schachrajtschuk       | 6:2, 6:3         |
| 7.  | 7. Oktober 2016   | Schymkent           | ITF $10.000 | Sand              | Jana Sisikowa       | Anna Pribylowa Julyette Maria Josephine Steur | 6:2, 6:3         |
| 8.  | 18. Februar 2017  | Hammamet            | ITF $15.000 | Sand              | Vivien Juhászová    | Eleni Kordolaimi Swjatlana Piraschenka        | 3:6, 6:4, [10:8] |